# Mieczysław Choynowski
Mieczysław Choynowski (ur. 1 listopada 1909, zm. 1 października 2001 w Meksyku) – polski psycholog, filozof, założyciel i kierownik Pracowni Psychometrycznej Polskiej Akademii Nauk (1959–1969). Autor kolaży i fotomontaży.

## Życiorys
Studiował matematykę na Uniwersytecie Poznańskim, architekturę na Politechnice Warszawskiej oraz filozofię, logikę i biologię na Uniwersytecie Warszawskim, ostatecznie dyplom z filozofii uzyskując na ostatnim z nich, na podstawie pracy Metodologiczne podstawy psychologii. W czasie wojny wykładał psychologię na tajnych kompletach w Warszawie.
Po wojnie znalazł się w Krakowie, gdzie wykładał na Uniwersytecie Jagiellońskim. Tam też w 1946 się doktoryzował na podstawie dysertacji Logiczna analiza definicji nauki. Przez krótki czas redagował czasopismo „Życie Nauki”. 
W 1946 założył i do 1950 prowadził Konwersatorium Naukoznawcze Asystentów Uniwersytetu Jagiellońskiego, którego uczestnikami było kilku znanych później naukowców, m.in. Bogusław Leśnodorski, Andrzej Grzegorczyk, Adam Podgórecki, Aleksander Matejko, Kazimierz Opałek, Tadeusz Pobożniak, Roman Suszko, Tadeusz Ulewicz, Stanisław Urbańczyk, Jerzy Wróblewski, Tadeusz Komornicki, Maria Borucka oraz pisarz i futurolog Stanisław Lem, który po latach nazywał Choynowskiego swoim intelektualnym mentorem.
W okresie stalinizmu, gdy na polskich uniwersytetach likwidowano psychologię jako burżuazyjną naukę zaprzeczającą równości wszystkich ludzi i zakazano badań psychometrycznych, Choynowski pracował w szpitalu psychiatrycznym w Kobierzynie (obecnie część Krakowa).  W 1950 wraz z Antonim Kępińskim zorganizował tam Pracownię Psychologiczną, którą kierował do 1956. Była to pierwsza tego typu (w warunkach szpitalnych) pracownia w Polsce. W tymże szpitalu ukrył książki z zakresu psychometrii i testy psychologiczne. W czasach PRL-u był to imponujący księgozbiór trudno dostępnych pozycji. W latach 1958–1970 kierował Pracownią Psychometryczną Polskiej Akademii Nauk w Warszawie. W 1963 roku opracował skalę pamięci, tzw. skalę pamięci Choynowskiego. 
W 1970, po likwidacji Pracowni Psychometrycznej, wyemigrował do Szwecji, potem do Norwegii, a ostatecznie w 1972 osiadł w Meksyku. Wykładał na Universidad Pedagógica Nacional w Meksyku.
W 1998 został odznaczony Krzyżem Oficerskim Orderu Zasługi Rzeczypospolitej Polskiej.
Z żoną Hanną miał syna Szymona.

## Wybrane prace
- Założenia cybernetyki a zagadnienia biologii. Warszawa: Państwowy Zakład Wydawnictw Lekarskich, 1957.
- Elementy teorii testów psychologicznych. Przegląd Psychologiczny, 1959
- Some aspects of adolescent aggressiveness. Malmö: School of Education and Lund University, 1978.
- Samotność i wyobraźnia. Londyn: Oficyna Poetów i Malarzy, 1989